# Anadolu Ajansı

Logo

Die Anadolu Ajansı, deutsch Agentur Anatolien (englisch Anadolu Agency), ist die staatliche Nachrichtenagentur in der Türkei. Meist wird sie kurz AA oder Anadolu genannt. Sitz der Hauptverwaltung ist Çankaya in Ankara, der Hauptstadt der Türkei. Die Agentur hatte 2015 75 Büros innerhalb der Türkei sowie Vertretungen in 81 Ländern, wo sie versucht, die Sicht der AKP-Regierung etwa durch Twitter zu verbreiten.

## Geschichte
Die Große Nationalversammlung der Türkei beschloss unter Mustafa Kemal Pascha auf Anregung der Schriftstellerin Halide Edip und des Journalisten Yunus Nadi in Geyve am 6. April 1920 die Gründung der Agentur. Das Ziel der Agentur war damals die Verbreitung von Nachrichten über den türkischen Befreiungskrieg im In- und Ausland.
Seit der Machtübernahme Recep Tayyip Erdoğans und seiner der Partei für Gerechtigkeit und Aufschwung (AKP) im Jahre 2002 wurden die AA und der Türkische Rundfunk (TRT) so umstrukturiert, dass sie auf Regierungslinie gebracht wurden. Dieser hohe Grad an Regierungskontrolle über die AA und TRT sowie der höhere Regierungs-Einfluss auf die privaten Medien trugen zur Errichtung eines Regierungssystems in der Türkei bei, das ähnlich wie in einem Einparteiensystem von einer Partei dominiert wird. In einem akademischen Artikel der Türkeistudien heißt es:

“these public news producers, especially during the most recent term of the AKP government, have been controlled by officials from a small network close to the party leadership.”

„Diese öffentlichen Nachrichtenproduzenten wurden insbesondere während der letzten Amtszeit der AKP-Regierung von Beamten eines kleinen Netzwerks aus dem Umkreis der Parteiführung kontrolliert.“